# 高橋治朗
髙橋 治朗（たかはし じろう、1932年（昭和7年）11月20日 - 2023年（令和5年）10月25日）は、日本の実業家。名港海運社長、会長、名古屋商工会議所会頭、日本商工会議所副会頭、名古屋中小企業投資育成社長等を歴任。

## 人物
愛知県名古屋市瑞穂区出身。名港海運創業者の髙橋儀三郎の次男。のちの名古屋港ガーデンふ頭付近で育ち、1956年に一橋大学商学部を卒業し、大阪商船（現商船三井）入社。
1961年名港海運に移る。1974年取締役に就任。常務、副社長を経て、1995年に代表取締役社長、2001年には代表取締役会長に就任。
2010年から名古屋商工会議所会頭を務め、名古屋港の国際バルク戦略港湾選定に尽力。東日本大震災では地元企業の機械を被災地企業へ送付する活動を全国で先駆け進めた。名古屋市河村たかし市長の市民税5パーセント恒久減税条例が名古屋市議会で可決の際には、「中小企業支援など必要なサービスまでカットするのは困る。」と中小企業支援の必要性を訴えた。
このほか日本商工会議所副会頭、東海商工会議所連合会会長、中部経済連合会常任幹事、名古屋港利用促進協議会会長、日本関税協会理事等を歴任。2013年名古屋中小企業投資育成代表取締役社長。2014年6月から豊田通商取締役。2020年6月から株式会社御園座監査役。名郵不動産代表取締役なども務めた。
直前まで中部海事広報協会会長、愛知カンツリー倶楽部理事、知多埠頭取締役、名古屋港利用促進協議会会長、名古屋みなと振興財団評議員などとして活動を行っていたが、2023年10月25日、死去。90歳没。同日付で名港海運代表取締役会長や、御園座監査役を退任した。

## 親族・友人
父は名港海運創業者の髙橋儀三郎。髙橋広名港海運代表取締役社長は次男。
職場が近かった大学同期の高橋宏（元首都大学東京理事長）とは、ともに尺八を習うなど親しく、同じく同期の石原慎太郎（作家、元東京都知事）らとも人脈を築いた。